# 分葉核球

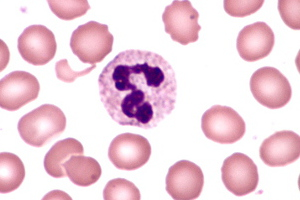
分葉核好中球

分葉核球とは、好中球（広義には顆粒球）の、成熟して核が分葉しているものをいう。

## 概要
成熟した好中球は核が分葉（分節）しており、

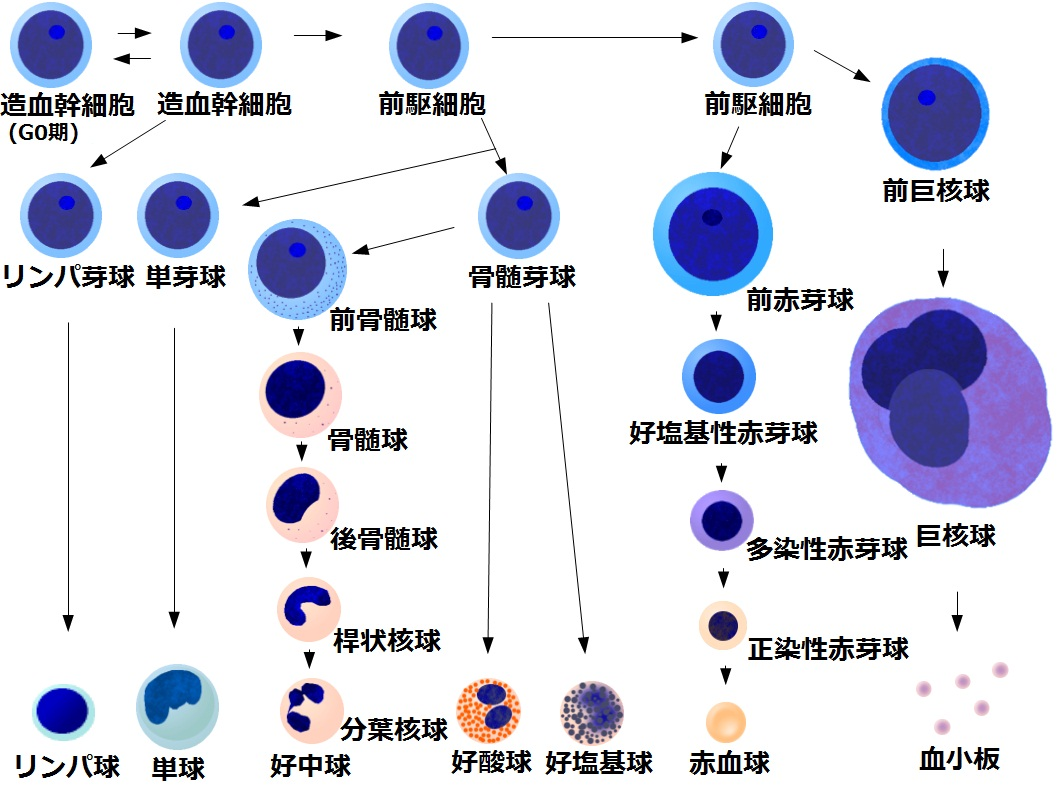
造血幹細胞から分葉核好中球への分化

これを、分葉核好中球、ないし、（狭義の）分葉核球（ぶんようかくきゅう、(英）segmented neutrophil）とよぶ。
なお、成熟した顆粒球（多形核白血球ともいい、好中球、好酸球、好塩基球が含まれる）は核が分葉しており、これらも（広義の）分葉核球とよばれるが、通常は、好中球に限定して分葉核球ということが多い。
末梢血塗抹検査では、一般に、好中球を「桿状核球」（しばしば、「Band」、または、「Stab」と略）と「分葉核球」（しばしば「Seg」と略）に分画して報告する。
以下、好中球の分葉核球（分葉核好中球）につき述べる。

## 分化過程
好中球は、骨髄において、造血幹細胞から、骨髄系前駆細胞、顆粒球・単球系前駆細胞をへて、細胞分裂を繰り返しながら、骨髄芽球、前骨髄球、骨髄球と成熟していく。
後骨髄球以降は細胞分裂はおこらず、核に陥凹があらわれて、
棒状の核をもつ桿状核球に進む。
最終的に核が分葉して、末梢血中の白血球の大部分を占める分葉核球となる。
末梢血中の分葉核球は、半減期7時間程度で組織に移行する。
詳細は、各項目、および造血を参照されたい。

### 核の分葉
桿状核球の棒状ないしソーセージ状の核にくびれが発生し、最終的に2から5に分葉（分節）して分葉核球となる。
（なお、分葉の際に、染色体は、基本的に、ランダムに各葉に分布すると考えられている。染色体の数は分葉の前後で変化しない。）
かつては、好中球が成熟するほど、経時的に、核の分葉が増えていくと考えられていた。
しかし、近年は、個々の細胞の分葉数は桿状核球以前の段階で決まっているようにみえること、
同位元素でラベルした好中球が血中に現れるまでの時間と分葉数は無関係であること、が指摘されており、
成熟度と分葉数の相関関係は否定されている
。
なお、核が分葉する生理的意義は、確立されていない。
一般的には、血管壁の狭い間隙を通り抜けて炎症部位に遊走するのを容易にするためと考えられている。
核の分葉の機序の詳細もあきらかにはなっていないが、ラミンとラミンB受容体（LBR）が中心的な役割を果たすと考えられている。

### 桿状核球と分葉核球の差
好中球の表面マーカーのうち、CD10は成熟した分葉核球においてのみ発現しており、成熟好中球のマーカーと考えられている。
また、成熟した分葉核球では細胞質にグリコーゲン顆粒が認められるようになる。
これは膿瘍など酸素分圧の低い場所で必要な嫌気性代謝に関与している可能性がある。

## 機能

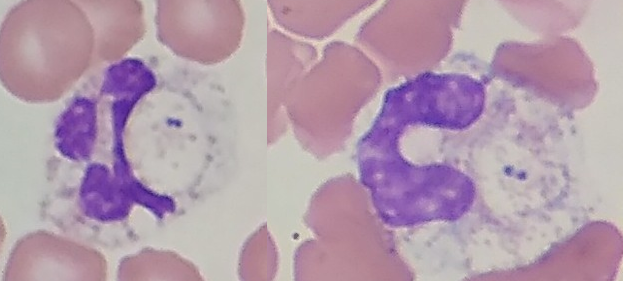
肺炎球菌を貪食している好中球

分葉核球は末梢血の好中球の大部分を占めており、好中球の機能は基本的に分葉核球が担っていると考えられる。
好中球は自然免疫系の一部であり、
ケモカインに誘導されて病変部に遊走し、病原微生物や異物を貪食して破壊する。
また、自らのDNAを放出して好中球細胞外トラップ（(英）neutrophil extracellular traps、 NETs）を形成し、病原体を捕捉する。
詳細は好中球を参照されたい。

## 分葉核球数とその基準値
成人の末梢血中の白血球分画では分葉核好中球がもっとも多い。（小児では、出生直後を除き、白血球分画ではリンパ球がもっとも多く、4歳から7歳以降に成人と同様の構成となる。）
下表に、白血球分画の基準範囲を示す。
| 白血球分画   | 基準値(%)（下限値 - (メジアン) - 上限値） |
| ------------ | ----------------------------------------- |
| 桿状核好中球 | 0.5 -( 2.0)- 6.5                          |
| 分葉核好中球 | 38.0 -(57.0)- 74.0                        |
| リンパ球     | 16.5 -(32.0)- 49.5                        |
| 単球         | 2.0 -(5.0)- 10.0                          |
| 好酸球       | 0.0 -(2.0)- 8.5                           |
| 好塩基球     | 0.0 -(1.0)- 2.5                           |

### 分葉核球の数の異常をきたす病態
末梢血の好中球の大部分は分葉核好中球であるので、
数の増減は、桿状核好中球と分葉核好中球をまとめて好中球として評価するのが通常である。
詳細は、好中球、好中球減少症、好中球増多、末梢血塗抹検査を参照されたい。

## 形態
末梢血塗抹標本では、分葉核球は直径12-15 μm程度の円形の細胞で、核は2-5個に分葉し、分葉同士は細い核糸でつながる。
核は濃紫色でクロマチンは凝縮し粗大である。細胞質は豊富で淡い橙色を呈し、橙褐色に淡染する微細な顆粒を多数有する。

### 核分葉数
健常人の好中球分葉核球は2から5分葉を呈し、3分葉のものがもっとも多い。
| 分葉核球     | 2分葉   | 3分葉   | 4分葉   | 5分葉 |
| ------------ | ------- | ------- | ------- | ----- |
| およその比率 | 10-30 % | 40-50 % | 10-20 % | ＜5 % |

### 核分葉数が減少する病態
ペルゲル・フェット核異常（先天性）および偽ペルゲル・フェット核異常（後天性）では、
核の成熟障害により分葉が減少する。詳細は、ペルゲル・フェット核異常を参照されたい。

### 核分葉数が増加する病態
巨赤芽球性貧血（ビタミンB12欠乏症など）などでは、成熟異常により、分葉核球の分葉数が増加（過分葉）する。
詳細は過分葉を参照されたい。

### 桿状核球と分葉核球の形態上の識別
桿状核球と分葉核球の形態的な差は、基本的に、核の分葉の有無のみである。
桿状核球と分葉核球の識別は人間が顕微鏡で観察して分葉の有無を判断することにより行うので、
核がどれだけくびれたら分葉とみなすのか、核が重なり合って判定困難ならどうするか、などの点で
施設間・観察者間の差が生じやすい
。
日本では、末梢血塗抹検査において、好中球を桿状核球と分葉核球に分画してカウントするのが通常であるが、海外では、標準化が困難等の理由で桿状核球を分画しない施設も多々ある

。

### ドラムスティック

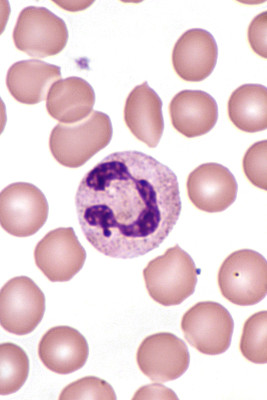
分葉核球。ドラムスティックを認める。

女性では、分葉核球の2から3 %程度において、核に連結した小さな太鼓のばちのような突起をみることがあり、
これをドラムスティック（(英）drumstick）とよぶ。
これは女性の細胞核に2本あるX染色体の片方が不活性化されたものである。詳細は、X染色体の不活性化を参照されたい。